# Aueschule Finkenwerder
Die Aueschule Finkenwerder ist eine staatliche Grundschule im Hamburger Stadtteil Finkenwerder. Das Schulgelände liegt im Osten von Finkenwerder zwischen Ostfrieslandstraße und Auedeich.

## Geschichte
Die Schule wurde im Jahr 1827 gegründet, damals noch am Auedeich 84d.
1882 wurde ein neues Schulgebäude (heute Altbau) mit fünf Klassenräumen und vier Lehrerwohnungen errichtet, 1907 wurden zwei weitere Klassenräume angebaut.
1952 wurde der U-Trakt mit acht Klassenräumen – entworfen von Hans M. Antz – eingeweiht, 1960 folgten der eingeschossige Zwischenbau mit zehn Klassenräumen und die Turnhalle.
2010 erhielt die Schule eine Pausen-Mehrzweckhalle (Auedrachen) mit Bühne/Aula, Speisesaal und Küche.
2019 bestanden auf einer etwa 23.000 m² großen Grundfläche sechs Gebäude: Altbau mit Nord-Erweiterung, U-Trakt, Zwischenbau, Sporthalle, Mehrzweckhalle und Rundbunker.
Ursprünglich als Volksschule geführt, war sie nach 1945 Grund-, Haupt- und Realschule; 1932 wurde sie der Norderschule und ab 1937 der Westerschule zugeordnet. Seit 1946 ist sie wieder eigenständig. 1984 lief die Hauptschule aus, 1985 auch die Realschule. Die Hauptschule endete 1984, die Realschule 1985, 1991 wurde die Beobachtungsstufe eingestellt – seither ist sie eine reine Grundschule.
Auf dem Gelände bestand 1849 ein Arbeitshaus (Ständerwarkhus) – als Reaktion auf steigende Schülerzahlen. Ab 1868 beherbergte die Aueschule eine öffentliche Bücherhalle – Hamburgs erste Zweigstelle – angeregt durch Pastor Bodemann. 1919 kam eine „allgemeine Gewerbeschule für das weibliche Geschlecht“, in der Nadelarbeit, Deutsch, Kultur- und Bürgerkunde unterrichtet wurde. 1926 wurde eine Schulküche installiert und Hauswirtschaft unterrichtet.

## Schulisches Profil

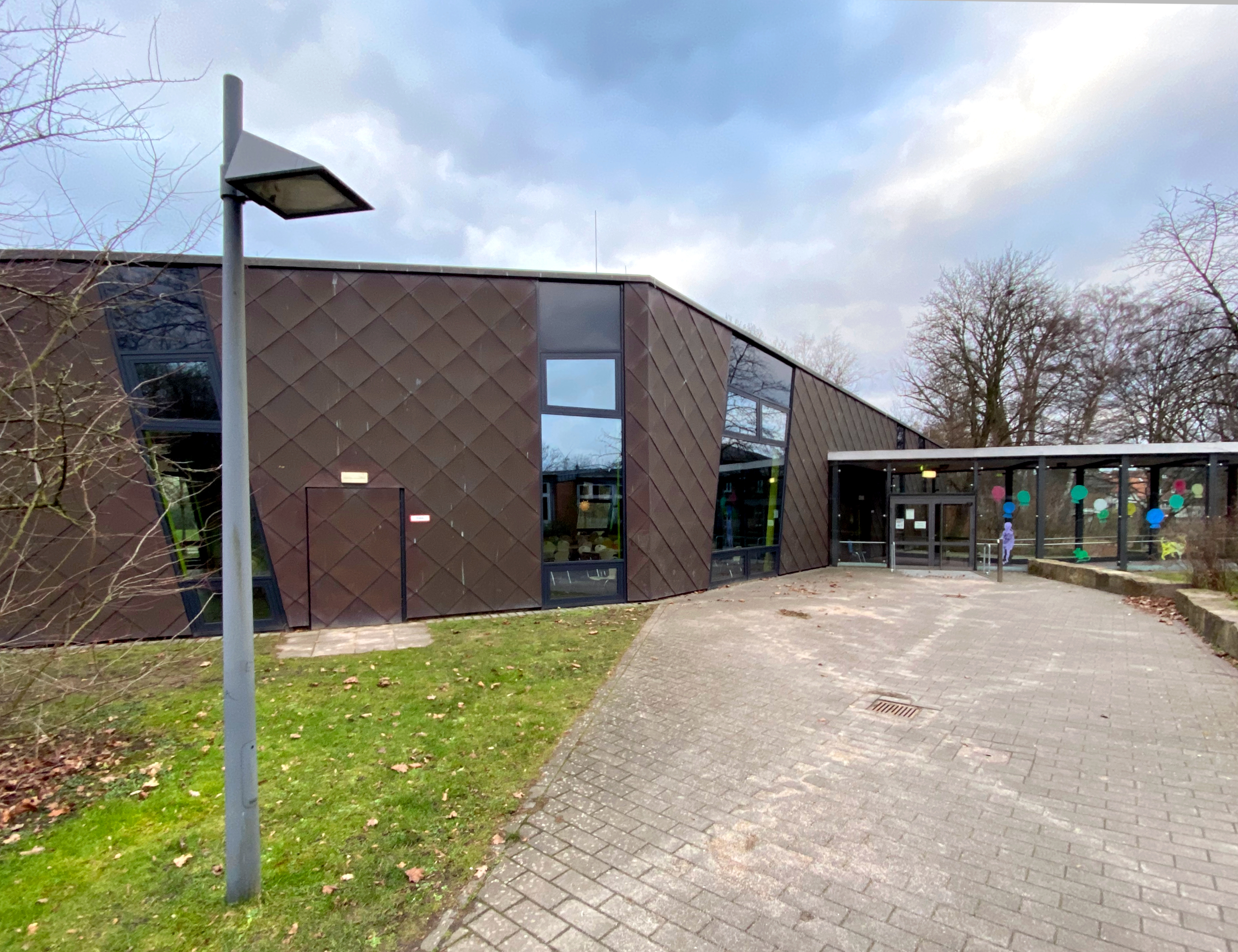
Pausenmehrzweckhalle „Auedrachen“ (Ostseite) mit Übergang zum Zwischenbau und Altbau nach rechts.

Die Aueschule Finkenwerder ist eine zweizügige, inklusive, teilgebundene Ganztagsgrundschule mit Vorschule und Schwerpunktschule für Kinder mit sonderpädagogischem Förderbedarf. Sie verfügt über besondere Räume: Schülerküche, Holzwerkstatt, Computerraum, Schülerbücherei, Forscherraum, Mathewerkstatt, zwei Musikräume, Turnhalle und die Aula/Speisesaal. Das integrierte Förderkonzept – unter anderem Selbsteinschätzungsbögen, Förderpläne sowie Checklisten („Ein Kind fällt auf“) – basiert auf Kooperationen im Rahmen des Hamburger Schulprojekts „alles>>könner“.
Seit 2009 nimmt die Schule am „Jedem Kind ein Instrument“ (JeKi)-Programm teil, Kinder ab der 3. Klasse lernen ein Instrument in Kleingruppen, unterstützt vom Finkenwerder Verein MusikInsel, der den musikalischen Nachwuchs fördert.
In Schuljahr 2022/23 wurde die Mensa zur freeflow-Essensausgabe umgebaut – Schüler wählen das Essen am Buffet selbst. Ein Umgestaltungsprojekt mit Architekt Yilmaz Kocarslan wurde ab Herbst 2023 in enger Abstimmung mit Schülern, Schülerinnen und Gremien umgesetzt.
Regelmäßig finden Schulgartenaktionen sowie kulturelle Aktivitäten statt: z. B. Ramadan-Fest, Auedrachen-Musikveranstaltungen und Schulackerpflege.